# Vale das Múmias Douradas

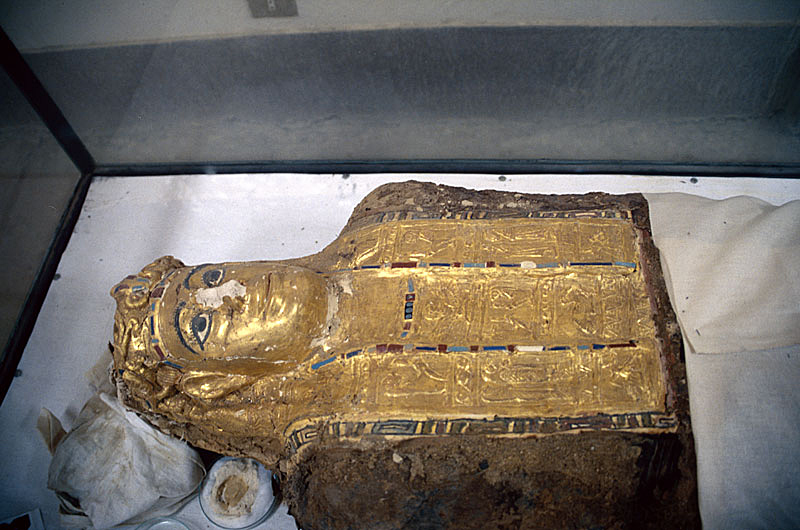
Múmia encontrada no Vale das Múmias Douradas, agora no museu el-Bawiti, el-Bahriya, deserto da Líbia, Egito.

Vale das Múmias Douradas é um sítio arqueológico localizado na cidade de Baharyia na margem oeste do rio Nilo no Egito e que contêm múmias que remontam à presença greco-romana no Antigo Egito.

## O achado
O achado compõe-se de diversas câmaras fúnebres dispostas em nichos ao longo de cavernas artificiais no solo.

## Escavações
Seguindo a linha do achado descobriu-se em posteriores sondagens várias câmaras funerárias contendo dezenas de múmias do período da XXVI dinastia egípcia entre outras do Período Ptolomaico sobretudo de origem romana. As análises comprovaram que residentes do Império Romano presentes na região do Vale do Nilo eram sepultados conforme o rito de mumificação egípcio passando por um processo similar aos faraós das dinastias anteriores a presença greco-romana no local.Comprovou-se também que entre as múmias da XXVI dinastia encontradas havia altos funcionários do governo inclusive a tumba de um dos faraós do período de nome Djed-khonsu-euf-ankh cujo sarcófago contendo a sua múmia figurava entre os achados juntamente com alguns de seus parentes e muitos objetos cerimoniais e oferendas. Tem sido chamado de Vale das Múmias Douradas devido ao fato de muitas dessas múmias forem recobertas por uma fina película de ouro conferindo-lhes um brilho dourado e de acordo com arqueólogos estima-se que haja milhares delas sepultadas nos muitos nichos e câmaras fúnebres que o compõem.

## Importância do achado
A descoberta e as análises que se seguem mostram que os romanos e gregos do período conhecido como Época Baixa ,da qual faz parte a XXVI dinastia egípcia,já estabelecidos politicamente na região, mantinham relações sociais e até mesmo religiosas com a população egípcia autóctone confirmado com a técnica de mumificação empregada e também nas práticas rituais seguidas ao processo funerário.